# Marcello Bersellini
Marcellino Bersellini, detto Marcello (Parma, 31 luglio 1947), è un ex rugbista a 15, allenatore di rugby a 15, dirigente sportivo e imprenditore italiano.

## Biografia
Bersellini si avvicina al rugby da ragazzo, grazie all'invito di un amico. Comincia a giocare nelle giovanili del Parma, dapprima come apertura, per poi passare ai ruoli di ala ed estremo.
Dalle giovanili approda ben presto in prima squadra, dove colleziona 160 presenze in Serie A, 44 mete marcate e 161 punti segnati. A Parma svolge dal 1972 al 1973 il doppio ruolo di giocatore-allenatore: durante la settimana allena il Viadana in Serie C, mentre la domenica gioca con il Parma in Serie A. Nonostante abbia accettato di allenare la squadra giallo-nera per un mero ritorno economico, prende l'impegno molto seriamente, rimanendovi fino alla stagione 1976-77. Successivamente siede anche sulla panchina dell'Amatori Parma.
Dal 2007 al 2009 è stato presidente dell'Overmach Parma. Sotto la sua presidenza il club ha vinto due Coppe Italia, una in casa contro il Petrarca in un Lanfranchi esaurito, e una Supercoppa italiana.
Al di fuori del mondo sportivo è un imprenditore e co-titolare di una società di arredamento di interni e di uffici, la Studio Azeta.